# Doris Bures
Doris Bures (Viena, 3 de agosto de 1962) es una política austriaca, que ocupó desde septiembre de 2014, el cargo  de presidenta del Consejo Nacional de Austria. Bures es miembro del Partido Socialdemócrata de Austria (SPÖ) y ha ocupado el cargo de ministra de Transporte, Innovación y Cultura y ministra de Mujeres, Medios de Comunicación y Servicios Públicos y fue una miembro del Consejo Nacional. Fue Presidenta Federal de Austria en funciones (junto a Karlheinz Kopf y Norbert Hofer) desde el 8 de julio de 2016 hasta el 27 de enero de 2017.
Bures asistió a la escuela elemental y a la escuela comercial. Se convirtió en una secretaria federal de la Unión Internacional de Juventudes Socialistas en 1980 y trabajó en un proyecto con jóvenes desempleados entre 1985 y 1986. Entre 1988 y 1994, Bures fue empleada de secretaria en una organización social democrática local en Viena y se convirtió en secretaria general de la Asociación austriaca de inquilinos. Después, Bures fue Bundesgeschäftsführerin (directora nacional) del SPÖ entre 2000 y 2007 y también en 2008.